# Fabio Melelli
Fabio Melelli (Copenaghen, 26 novembre 1970) è uno storico del cinema italiano.

## Biografia
Nato in Danimarca da padre italiano e madre danese, si è laureato in Scienze della Comunicazione, nella Facoltà di Sociologia dell’Università di Urbino, e in Cinema, Televisione e Produzione Multimediale, nella Facoltà di Lettere e Filosofia dell’Università di Bologna.
Giornalista pubblicista dal 1993, ha collaborato con giornali, riviste, emittenti radiofoniche e televisive. Nel 1993 ha vinto la finalissima del quiz televisivo C’era due volte… Lascia o raddoppia?, condotto da Pippo Baudo su RaiTre, presentandosi per la storia del cinema.
Come critico e storico del cinema ha preso parte a numerosi documentari sul cinema, tra cui Figli del set (2015) di Alfredo Lo Piero, I Love… Marco Ferreri (2017) di Pierfrancesco Campanella, All the Colors of Giallo (2019) di Federico Caddeo. Nel 2014 ha ricevuto il prestigioso Premio Domenico Meccoli “Scriveredicinema”.
Presidente della giuria del concorso internazionale per cortometraggi A corto di libri, è membro della giuria del Festival del doppiaggio Voci nell'Ombra.
Dal 2016 insegna Storia del cinema italiano nei corsi di Lingua e cultura italiana dell’Università per Stranieri di Perugia.
Il 24 settembre 2024 è nominato membro della e commissione Cinema per la valutazione dei progetti e per l'attribuzione dei contributi selettivi.

## Opere
- Eroi a Cinecittà. Stuntmen e maestri d'armi del cinema italiano, Perugia, Mercurio, 1998.
- La nostra Africa. Sguardi del cinema italiano sull’Africa, Perugia, ali&no, 1998.
- Nuovo cinema… scuola. Insegnare cinema nella scuola dell’obbligo (con Bruno Mohorovich), Perugia, Era Nuova, 2001.
- La favola della realtà. Il cinema di Terry Gilliam (con Daniele Dottorini), Fasano (Brindisi), Schena, 2002.
- Storie del cinema italiano, Perugia, Morlacchi, 2002.
- Altre storie del cinema italiano, Perugia, Morlacchi, 2002.
- Orchidea De Santis, Roma, Coniglio, 2003.
- Sequenze di pubblica amministrazione nel cinema italiano, Provincia di Perugia, 2003.
- L'Umbria nel cinema. Tra demonio e santità, Perugia, Gramma, 2005.
- Partire da sé per intraprendere. Una lettura interdiscliplinare del film "Baby Boom" (con Cristina Montesi, Stefania Vulcano), Perugia, Morlacchi, 2005.
- Spionaggio, avventura, eroi moderni: tutti i film dal 1930 a oggi (con Enrico Lancia), Roma, Gremese, 2005.
- Le straniere del nostro cinema (con Enrico Lancia), Roma, Gremese, 2005.
- The Best of Hollywood. Le stelle dei sogni (con Massimo Giraldi, Enrico Lancia), Roma, Gremese, 2005.
- Attori stranieri del nostro cinema (con Enrico Lancia), Roma, Gremese, 2006.
- 100 caratteristi del cinema italiano (con Massimo Giraldi, Enrico Lancia), Roma, Gremese, 2006.
- Il cinema a pezzi, Perugia, Morlacchi, 2007.
- Claudia Cardinale (con Enrico Lancia), Roma, Gremese, 2009.
- L'incanto della donna saggia. Il capitale emozionale nell’impresa femminile. Una lettura interdisciplinare di «Bagdad Café» (con Cristina Montesi, Stefania Vulcano), Perugia, Morlacchi, 2009.
- Sergio Leone e il western all'italiana. Tra mito e storia, Perugia, Morlacchi, 2010.
- 100 caratteristi del cinema americano (con Massimo Giraldi, Enrico Lancia), Roma, Gremese, 2010.
- Il doppiaggio nel cinema italiano (con Massimo Giraldi, Enrico Lancia), Roma, Bulzoni, 2010.
- I film di Francesco Rosi (con Massimo Giraldi), Roma, Gremese, 2012.
- Kiss kiss... Bang bang. Il cinema di Duccio Tessari, Milano, Bloodbuster, 2013.
- Bologna, il cinema sotto i portici (con Francesco Rondolini), Perugia, Morlacchi, 2014.
- Il doppiaggio nel cinema di Hollywood, (con Massimo Giraldi, Enrico Lancia), Roma, Bulzoni, 2014.
- Il festival degli italiani. Sanremo raccontato dai suoi protagonisti, (con Francesco Rondolini), Roma, Arcana, 2016.
- I film di Aldo Fabrizi (con Enrico Lancia), Roma, Gremese, 2016.
- L’Umbria sullo schermo. Dal cinema muto a Don Matteo, Perugia, Aguaplano, 2016.
- La Tv prima e dopo Carosello (1939-1977), Perugia, Aguaplano, 2017.
- Il doppiaggio nel cinema europeo (con Massimo Giraldi, Enrico Lancia), Roma, Bulzoni, 2018.
- La pista dei sogni. Federico Fellini tra cinema e circo, Perugia, Morlacchi, 2019.
- Il gatto nel cervello di Lucio Fulci (con Antonio Tentori), Milano, Bloodbuster, 2020.
- Café Express. Viaggio in treno al termine della notte (con Gerry Guida), Dublino, Artdigiland, 2021.
- Pane e cioccolata. Brusati, Manfredi e l'odissea della migrazione (con Gerry Guida), Dublino, Artdigiland, 2021.
- Il sorpasso. Viaggio nell'italia del boom (con Gerry Guida), Dublino, Artdigiland, 2022.